# Kopaniarze
Kopaniarze – wieś w Polsce położona w województwie warmińsko-mazurskim, w powiecie działdowskim, w gminie Rybno.
W latach 1975–1998 miejscowość administracyjnie należała do województwa ciechanowskiego.